# Serbiens håndboldlandshold (herrer)
Serbiens håndboldlandshold er det nationale håndboldlandshold i Serbien og ledes af Serbiens håndboldforbund. Landsholdet blev etableret i 2006, hvor det opstod efter opsplitningen af Serbien-Montenegros håndholdlandshold. Det serbiske håndboldforbund blev medlem af European Handball Federation samme år.

## Resultater

### EM
| År   | Placering |
| ---- | --------- |
| 2010 | Nr. 13    |
| 2012 | Sølv      |

### VM
| År   | Placering |
| ---- | --------- |
| 2009 | Nr. 8     |
| 2011 | Nr. 10    |
| 2023 | 11. plads |